# Vijayapuri
Vijayapuri là một thị trấn thống kê (census town) của quận Erode thuộc bang Tamil Nadu, Ấn Độ.

## Địa lý
Vijayapuri có vị trí 11°14′B 77°30′Đ / 11,23°B 77,5°Đ Nó có độ cao trung bình là 303 mét (994 feet).

## Nhân khẩu
Theo điều tra dân số năm 2001 của Ấn Độ, Vijayapuri có dân số 6455 người. Phái nam chiếm 52% tổng số dân và phái nữ chiếm 48%. Vijayapuri có tỷ lệ 68% biết đọc biết viết, cao hơn tỷ lệ trung bình toàn quốc là 59,5%: tỷ lệ cho phái nam là 76%, và tỷ lệ cho phái nữ là 59%. Tại Vijayapuri, 10% dân số nhỏ hơn 6 tuổi.